# Hans Kraay
Johan Hendrik Kraay (ur. 14 października 1936 w Utrechcie, zm. 27 października 2017) – holenderski piłkarz grający na pozycji obrońcy. W swojej karierze rozegrał 8 meczów w reprezentacji Holandii. Był ojcem Hansa Kraaya juniora, także byłego piłkarza.

## Kariera klubowa
Swoją karierę piłkarską Kraay rozpoczął w klubie DOS Utrecht. W 1956 roku awansował do kadry pierwszej drużyny DOS. 2 września 1956 zadebiutował w Eredivisie w przegranym 2:3 domowym meczu ze Spartą Rotterdam. Od czasu debiutu był podstawowym zawodnikiem DOS. W sezonie 1957/1958 wywalczył z DOS tytuł mistrza Holandii.
Latem 1961 roku Kraay przeszedł do Feyenoordu. W Feyenoordzie swój debiut zaliczył 20 sierpnia 1961 w wygranym 6:1 wyjazdowym meczu z Rapidem JC Kerkrade. W sezonie 1961/1962 wywalczył z Feyenoordem tytuł mistrza Holandii. Z kolei w sezonie 1964/1965 sięgnął z klubem z Rotterdamu po dublet - mistrzostwo i Puchar Holandii. W Feyenoordzie grał do końca sezonu 1967/1968.
W 1968 roku Kraay wrócił do DOS Utrecht. Po sezonie 1969/1970 zakończył w nim swoją karierę sportową.
| Sezon   | Klub        | Kraj     | Rozgrywki  | Mecze | Bramki |
| ------- | ----------- | -------- | ---------- | ----- | ------ |
| 1956/57 | DOS Utrecht | Holandia | Eredivisie | 32    | 0      |
| 1957/58 | DOS Utrecht | Holandia | Eredivisie | 29    | 0      |
| 1958/59 | DOS Utrecht | Holandia | Eredivisie | 31    | 0      |
| 1959/60 | DOS Utrecht | Holandia | Eredivisie | 31    | 0      |
| 1960/61 | DOS Utrecht | Holandia | Eredivisie | 32    | 0      |
| 1961/62 | Feyenoord   | Holandia | Eredivisie | 34    | 0      |
| 1962/63 | Feyenoord   | Holandia | Eredivisie | 27    | 0      |
| 1963/64 | Feyenoord   | Holandia | Eredivisie | 27    | 0      |
| 1964/65 | Feyenoord   | Holandia | Eredivisie | 29    | 1      |
| 1965/66 | Feyenoord   | Holandia | Eredivisie | 26    | 0      |
| 1966/67 | Feyenoord   | Holandia | Eredivisie | 17    | 0      |
| 1967/68 | Feyenoord   | Holandia | Eredivisie | 32    | 1      |
| 1968/69 | DOS Utrecht | Holandia | Eredivisie | 0     | 0      |
| 1969/70 | DOS Utrecht | Holandia | Eredivisie | 18    | 0      |

## Kariera reprezentacyjna
W reprezentacji Holandii Kraay zadebiutował 17 listopada 1957 roku w wygranym 5:2 towarzyskim meczu z Belgią, rozegranym w Rotterdamie. Od 1957 do 1964 roku rozegrał w kadrze narodowej 8 meczów.
| Mecze i gole w reprezentacji | Mecze i gole w reprezentacji | Mecze i gole w reprezentacji | Mecze i gole w reprezentacji | Mecze i gole w reprezentacji | Mecze i gole w reprezentacji | Mecze i gole w reprezentacji |
| #                            | Data                         | Stadion                      | Rywal                        | Wynik                        | Gol                          | Rozgrywki                    |
| 1957                         | 1957                         | 1957                         | 1957                         | 1957                         | 1957                         | 1957                         |
| ---------------------------- | ---------------------------- | ---------------------------- | ---------------------------- | ---------------------------- | ---------------------------- | ---------------------------- |
| 1.                           | 17.11.1957                   | Rotterdam, Holandia          | Belgia                       | 5:2                          | 0                            | towarzyski                   |
| 1958                         |                              |                              |                              |                              |                              |                              |
| 2.                           | 28.05.1958                   | Oslo, Norwegia               | Norwegia                     | 0:0                          | 0                            | towarzyski                   |
| 3.                           | 28.09.1958                   | Antwerpia, Belgia            | Belgia                       | 3:2                          | 0                            | towarzyski                   |
| 1959                         |                              |                              |                              |                              |                              |                              |
| 4.                           | 27.05.1959                   | Amsterdam, Holandia          | Szkocja                      | 1:2                          | 0                            | towarzyski                   |
| 5.                           | 21.10.1959                   | Kolonia, RFN                 | RFN                          | 0:7                          | 0                            | towarzyski                   |
| 1964                         |                              |                              |                              |                              |                              |                              |
| 6.                           | 22.03.1964                   | Antwerpia, Belgia            | Belgia                       | 0:0                          | 0                            | towarzyski                   |
| 7.                           | 12.04.1964                   | Amsterdam, Holandia          | Austria                      | 1:1                          | 0                            | towarzyski                   |
| 8.                           | 24.05.1964                   | Rotterdam, Holandia          | Albania                      | 2:0                          | 0                            | el. MŚ 1966                  |

## Kariera trenerska
Po zakończeniu kariery piłkarskiej Kraay został trenerem. Prowadził takie kluby jak: FC Dordrecht, USV Elinkwijk, Go Ahead Eagles, AFC Ajax, AZ Alkmaar, Edmonton Drillers, Sparta Rotterdam, FC Den Haag i Feyenoord. Jedynym sukcesem, którym osiągnął w karierze trenerskiej, było zdobycie Pucharu Holandii w 1978 roku z AZ Alkmaar.